# Immaterieel cultureel erfgoed

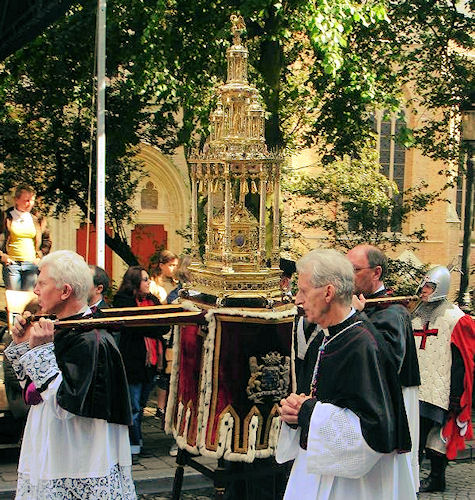
Heilig Bloedprocessie, Brugge

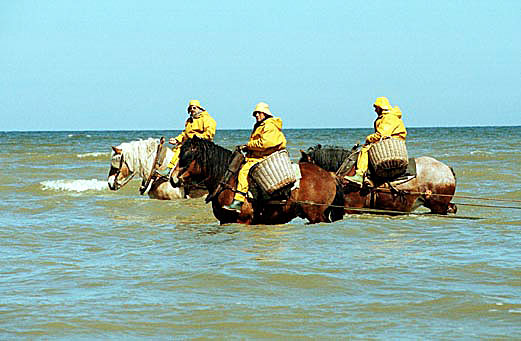
Paardenvisserij in Oostduinkerke

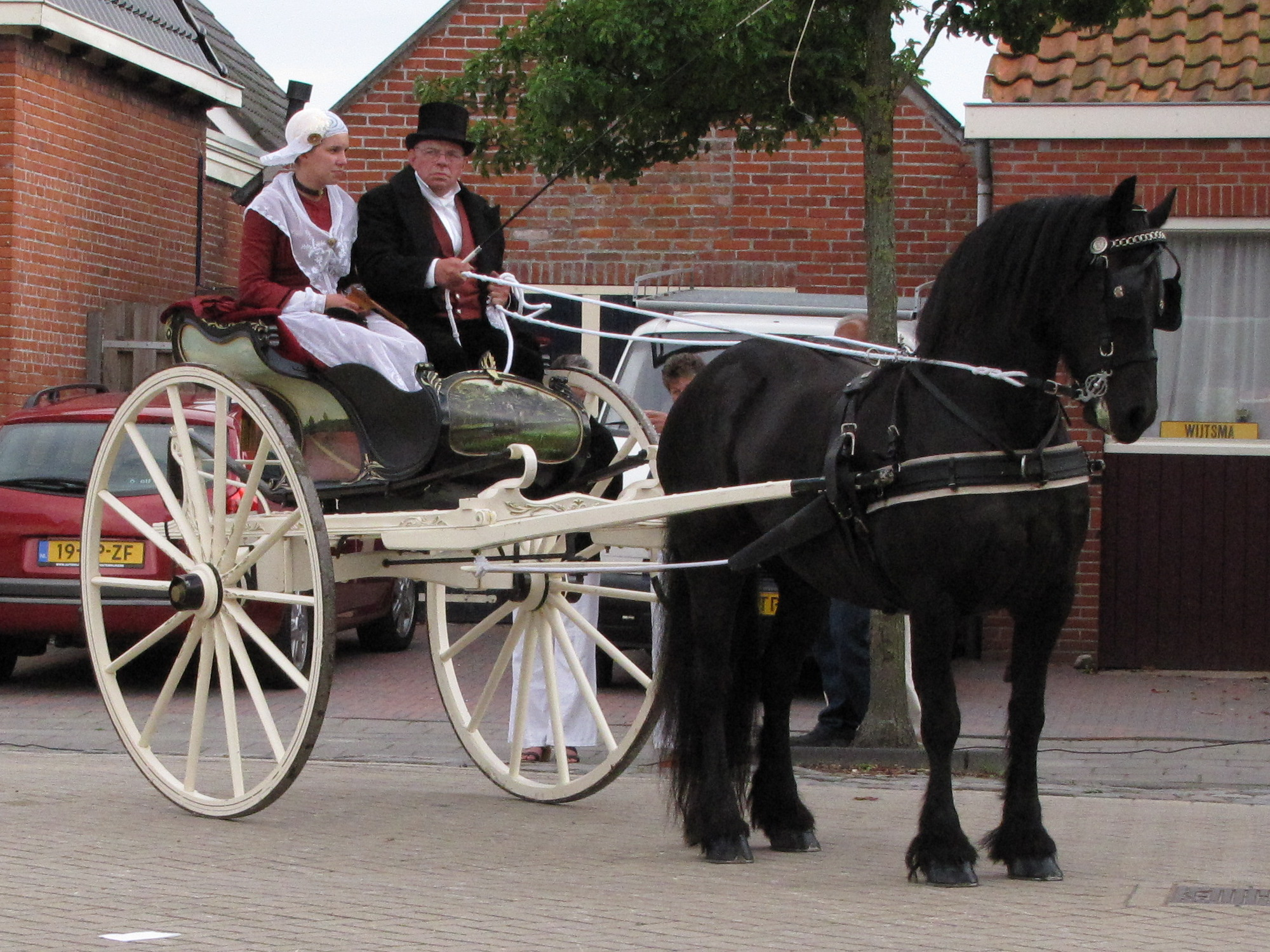
Ringrijden in Lioessens (Friesland)

Immaterieel cultureel erfgoed omvat de praktijken, representaties, uitdrukkingen, kennis en vaardigheden die gemeenschappen erkennen als onderdeel van hun cultureel erfgoed. Het belang ervan wordt op wereldschaal (Unesco), en op het niveau van de nationale en gewestelijke overheid erkend. Daarnaast zijn er veel particuliere erfgoedverenigingen of heemkringen, meestal op regionale en lokale schaal, die zich inzetten voor immaterieel erfgoed.

## De UNESCO-Conventie voor het borgen van immaterieel cultureel erfgoed
Het nationaal beleid voor immaterieel erfgoed is vaak gebaseerd op de UNESCO-'Conventie voor het borgen van immaterieel cultureel erfgoed’ uit 2003. De Conventie kwam er als aanvulling op de ‘Conventie voor de bescherming van het cultureel en natuurlijk werelderfgoed’ (1972), met de welbekende Werelderfgoedlijst. Deze conventie gaat over monumenten en landschappen met bijzondere waarde of die bedreigd zijn. UNESCO erkent met de Conventie uit 2003 dat ook niet-tastbare gebruiken erfgoed zijn. en dat deze ook waardevol zijn omdat ze uiting geven aan een culturele identiteit en diversiteit.

### De 5 domeinen van immaterieel erfgoed
De term ‘immaterieel cultureel erfgoed’ dekt een brede lading. Om wat richting te geven, spreekt men van 'vijf deelverzamelingen of ‘domeinen’'. Deze zijn:
- Oraal erfgoed: vertelcultuur, dialect ... (oral traditions and expressions, including language as a vehicle of the intangible cultural heritage)
- Podiumkunsten en muziek: dans, muziek, theater, circus, performances ... (performing arts)
- Sociale gewoontes en gebruiken: stoeten, rituelen, feesten, vieringen ... (social practices, rituals and festive events)
- Natuur en universum: eetcultuur, gewoontes en gebruiken i.v.m. de natuur of waarbij dieren een rol spelen (knowledge and practices concerning nature and the universe)
- Ambachtelijke vaardigheden en technieken: ambachten (traditional craftsmanship)

### Internationale lijsten en nationale inventarissen
De Conventie bevat naast definities zowel nationale als internationale afspraken en regels. Daaronder vallen ook de internationale lijsten, verbonden aan de Conventie:
- Representatieve Lijst van het Immaterieel Cultureel Erfgoed van de Mensheid: Lijst die de grote diversiteit aan immaterieel cultureel erfgoed in de wereld toont. De lijst is een instrument om deze rijkdom en culturele diversiteit te bewaken.
- Lijst met elementen immaterieel cultureel erfgoed waarvoor dringend borgingsmaatregelen genomen moeten worden: Lijst die aandacht vraagt voor immaterieel erfgoed dat dreigt verloren te gaan. De nadruk ligt hierbij op het documenteren van de informatie voor de toekomst en op het actief doorgeven.
- Programma's, projecten of activiteiten die het best de principes en doelen van de Conventie uitdragen: Het register wordt ook weleens ‘het register met beste praktijkvoorbeelden’ genoemd. Het is een staalboek of inspiratiegids voor het borgen van immaterieel erfgoed.

## Immaterieel cultureel erfgoed in België

### Immaterieel cultureel erfgoed in Vlaanderen
Het immaterieel erfgoedbeleid in Vlaanderen kende zijn start in 2006. Dat jaar onderschreef België de visie van UNESCO op immaterieel erfgoed, uitgeschreven in de Conventie van 2003.
In 2010 presenteerde de minister van Cultuur een toekomstvisie op het Vlaams beleid voor het Immaterieel Cultureel Erfgoed. De visienota zet de krijtlijnen uit voor de uitbouw van een vernieuwend beleid, gestoeld op de UNESCO-Conventie. Centraal daarbij staat de erfgoedgemeenschap en het bieden van ondersteuning bij hun erfgoedzorg.
Het immaterieel-erfgoedbeleid heeft vier grote werklijnen :
- Het borgen van immaterieel erfgoed
- De uitbouw van een expertisenetwerk
- De uitbouw van een platform voor immaterieel erfgoed
- Internationale beleidsvorming en samenwerking

Er is een Platform voor immaterieel cultureel erfgoed in Vlaanderen dat bestaat uit een website en databank, die o.a. de immateriële erfgoedelementen opgenomen in de officiële inventaris bevat. De website is bedoeld om  immaterieel erfgoed een gezicht te geven, te sensibiliseren over erfgoedzorg en het netwerk te ondersteunen. De databank inventariseert immaterieel erfgoed, bundelt erfgoedzorgvoorbeelden en informatie over gemeenschappen en organisaties betrokken bij immaterieel erfgoed.

### Immaterieel cultureel erfgoed in het Brussels Hoofdstedelijk Gewest
De Directie Cultureel Erfgoed van het Brussels Hoofdstedelijk Gewest plaatste verschillende erfgoedinventarissen online, waaronder een voor immaterieel cultureel erfgoed in het Gewest.

### Immaterieel cultureel erfgoed in Wallonië
Sinds 2004 bestaat in Wallonië de Liste des chefs-d'œuvre du patrimoine oral et immatériel de la Fédération Wallonie-Bruxelles.

## Immaterieel cultureel erfgoed in Nederland
In Nederland is er een Inventaris Immaterieel Erfgoed Nederland die het immaterieel erfgoed in Nederland zichtbaar maakt. Het is een middel om de beoefenaars te helpen in de borging van hun erfgoed. De samenstelling van de lijst wordt gecoördineerd door het Kenniscentrum Immaterieel Erfgoed Nederland. Een selectie van de lijst kan door Nederland voorgedragen worden voor opname op de UNESCO-lijst voor immaterieel erfgoed. In november 2015 werd bekendgemaakt dat het ambacht van molenaar in 2016 als eerste zou worden voorgedragen aan UNESCO.